# Platypalpus nigrinus
Platypalpus nigrinus is een vliegensoort uit de familie van de Hybotidae. De wetenschappelijke naam van de soort is voor het eerst geldig gepubliceerd in 1822 door Meigen.